# Scialle nero (antologia)
Scialle nero è una raccolta di racconti di Luigi Pirandello. Costituisce il primo volume della più ampia raccolta Novelle per un anno.

## La raccolta
- Scialle nero
- Prima notte
- Il "fumo"
- Il tabernacolo
- Difesa del Mèola
- I fortunati
- Visto che non piove…
- Formalità
- Il ventaglino
- E due!
- Amicissimi
- Se…
- Rimedio: la Geografia
- Risposta
- Il pipistrello